# Клан Бакстер
Клан Бакстер (шотл. — Clan Baxter) — один з рівнинних шотландських кланів. На сьогодні клан немає визнаного герольдами Шотландії вождя, тому в Шотландії він називається «кланом зброєносців».
Емблема клану: Нестримний лев.
Девіз клану: Vincit Veritas — Істина переважає (лат.).

## Історія клану Бакстер
Назва клану Бакстер походить від слова, що означає «пекар». Судячи з усього, в середньовіччі серед людей цього клану були відомі пекарі. У давні часи — в XI-ХІІ століттях клан називався Пістор. Це слово теж означає «пекар». Люди з клану Бакстер жили в різних землях Шотландії, але найбільше їх було як васалів клану МакМіллан.
Люди клану Бакстер фігурують у багатьох історичних документах.
У документах, що датуються часом між 1153 і 1177 роками, згадується Вільям Пістор, що фігурує у документах щодо Девіда Оліфарда. Крім того, у документах 1188–1202 років фігурує Альфред Пістор щодо грамоти Хаддангтона. У 1220–1240 роках Реджинальд Бакстер фігурує в документах щодо церкви Вемісс у Файфі. Бакстери часто фігурують в Ерлшелі та в північному Файфі в замках місцевих баронів. У 1296 році Джефрі ле Бакстер з Лоссіхе, що в Форфара склав присягу на вірність королю Англії Едуарду І Довгоногому. Бакстер було поширеним іменем в Ангусі та Форфарі. Форфар свого часу був королівською резиденцією, можливо, Бакстери були пекарями та кондитерами при дворі короля. Томас, названий Бакстером, був жителем міста Ірвін і виділив кошти для підтримки церкви у 1323 році. Хутредус Пістор був жителем міста Роксбург у 1330 році.
У 1312 році Вільям Бакстер служив арбалетником в Едінбурзькому замку. У 1398 році Роберт Бакстер був чиновником у місті Абердин.
Люди клану Бакстер жили в Ангусі, Файфі, де клан Бакстер збудував замок Кілмарон буля Каперу в 1820 році.
Вільям Бакстер з Еленгована, що в Данді, мав кілька дітей, у тому числі Едварда Бакстера Кінкалдрумського і Кілмаронського (1825–1890), що став таємним радником у 1873 році, і сера Девіда Бакстера (1793–1872), що став покровителем міста Данді. Бакстер Кінкалдрумський зробив величезний внесок у розвиток міста Данді, мав там серйозний бізнес, завдяки чому місто процвітало. Заслугою Бакстерів, зокрема, є побудова в місті парку, що називається Бакстер-парк. Також Бакстери заснували коледж, який потім перетворився в університет Данді.
Клан Бакстер у Фохабері на річці Спей, що в Морії, вів успішну торгівлю, продаючи супи, зроблені з місцевих продуктів.
Клан Бакстер часто розглядають як септу клану МакМіллан.
Стенлі Бакстер став відомим у Глазго актором і коміком, виступаючи в численних шоу.